# پالیا کالان
پالیا کالان (به انگلیسی: Palia Kalan) یک منطقهٔ مسکونی در هند است که در اوتار پرادش واقع شده‌است. پالیا کالان ۴۱٬۱۲۶ نفر جمعیت دارد.